# سوسن‌واران
سوسن‌واران (نام علمی: Lilioideae) یکی از زیرتیره‌های تیرهٔ سوسنیان است. این زیرتیره شامل:
- لاله Tulipa دارای ۱۰۰ گونه
- لیلیوم Lilium دارای ۱۰۰ گونه
- لاله واژگون Fritillariaدارای ۹۹ گونه
- گاژِاَ Gagea دارای ۷۰ گونه
- اریترونیوم Erythronium دارای ۲۱ گونه‌است.[۱]

همچنین گروه‌های  Cardiocrinum - Lloydia - Nomocharis - Notholirion است.
لازم به تذکر است که نام تمامی تیره‌های گیاهی  به آسه و نام زیرتیره‌ها به اوئیده ختم می‌شود.